# Station Les Essarts-le-Roi
Station Les Essarts-le-Roi is een spoorwegstation aan de spoorlijn Paris-Montparnasse - Brest. Het ligt in de Franse gemeente Les Essarts-le-Roi in het departement Yvelines (Île-de-France).

## Geschiedenis
Een eerste station Les Essarts-le-Roi opende op 12 juli 1849 aan de sectie Versailles-Chantiers - Chartres. Dit station lag in l'Artoire, tussen Les Essarts-le-Roi en Le Perray. Dat station is vervangen door het huidige in september 1981.

## Ligging
Het station ligt op kilometerpunt 37,679 van de spoorlijn Paris-Montparnasse - Brest.

## Diensten
Het station wordt aangedaan door treinen van Transilien lijn N tussen Paris-Montparnasse en Rambouillet

## Vorig en volgend station
| Richting    | Vorig station | Lijn    | Volgend station | Richting           |
| ----------- | ------------- | ------- | --------------- | ------------------ |
| Rambouillet | Le Perray     | Trans N | Coignières      | Paris-Montparnasse |